# Marcelo Martorell
Marcelo Raúl Martorell (Salta, Argentina, 1 de marzo de 1945 - Salta, 16 de junio de 2024) fue un obispo católico, profesor, filósofo y teólogo argentino. Se desempeñó como obispo de la diócesis de Puerto Iguazú.

## Biografía
Nacido en la Ciudad de Salta, el día 1 de marzo de 1945. Hermano de la lingüista y académica Susana Martorell de Laconi y de la poetisa Alicia Martorell. Hijo de Luis Martorell, proveniente de una familia tradicional salteña de origen catalán, y de Luisa Fiore, de origen italiano. Cuando era joven descubrió su vocación religiosa y eso le llevó a entrar el seminario diocesano, en el cual realizó sus estudios eclesiásticos. También se licenció en Filosofía y Teología por la Universidad Católica Argentina.

### Sacerdocio
Fue ordenado sacerdote en Roma (Italia), el 17 de mayo de 1970 por Su Santidad el Papa Pablo VI.
Como sacerdote ha desempeñado numerosos cargos como: vicario parroquial (1970-1974); educador y profesor de teología en el Seminario Mayor de Córdoba (1975-1986); tesorero general Arquidiocesano (1980-1987); pastor del Instituto Parroquial Santo Cristo en Córdoba (1986-1992); vicario general (1987-1998). Además, también fue moderador de la curia y juez del Tribunal Eclesiástico. Y desde 1992, ha sido pastor de la Iglesia Parroquial del Sagrado Corazón Eucarístico de Jesús en Córdoba.

### Episcopado
Tras varios años ejerciendo su ministerio pastoral, el Papa Benedicto XVI le nombró el 3 de octubre de 2006, como nuevo y segundo obispo de la diócesis de Puerto Iguazú ("situada en la Provincia de Misiones"). En este cargo sustituyó al primer obispo de esta sede, el español monseñor Joaquín Piña(†).
Al ser elevado al rango episcopal, además de su escudo eligió como lema, la frase “Los amó hasta el fin”.
Recibió la consagración episcopal el 8 de diciembre de ese mismo año, a manos del entonces Nuncio Apostólico en Argentina monseñor Adriano Bernardini actuando como consagrante principal.
Dentro de la Conferencia Episcopal Argentina (CEA), cabe destacar que -hasta el momento de su fallecimiento- fue miembro de la Comisión episcopal de Educación católica.